# Willem I van Bures
Willem I van Bures (? – 1142) was vorst van Galilea tussen 1119 en 1142.
Bures was een Franse kruisvaarder uit Bures-sur-Yvette, Île-de-France. Hij arriveerde in het koninkrijk Jeruzalem voor 1115, samen met zijn broer Godfried. Zij dienden onder Jocelin van Courtenay als vazallen. Volgens Steven Runcimans Geschiedenis van de kruistochten namen beide heren deel in 1119 aan een aantal plundertochten aan de andere zijde van de rivier de Jordaan. Bij een van de plunderingen werd Godfried vermoord. Willem neemt de positie van vorst van Galilea over als Jocelin tot graaf van Edessa wordt benoemd eind 1119.
Als Eustatius Grenier, heer van Sidon, overlijdt in 1122 en koning Boudewijn II van Jeruzalem nog steeds gevangen zit, neemt Bures het bestuur en regentschap van het koninkrijk Jeruzalem op zich tot 1124, wanneer Boudewijn weer vrijkomt. In 1127 wordt hij tezamen met Hugo van Payns naar Europa gestuurd om voor Boudewijns dochter Melisende een huwelijk te arrangeren met Fulco V van Anjou. Fulco stemde onder voorwaarden toe en in 1129 trouwde hij met Melisende in Jeruzalem. Bures overleed zonder nageslacht in 1142; zijn neef Elinard van Bures, zoon van Godfried, volgde hem op als prins van Galilea.